# Cartagena del Chairá
Cartagena del Chairá is een gemeente in het Colombiaanse departement Caquetá. De gemeente telt 20.219 inwoners (2005). Door de gemeente stroomt de rivier de Caguán.
Albania · Belén de los Andaquies · Cartagena del Chairá · Currillo · El Doncello · El Paujil · Florencia · La Montañita · Puerto Milán · Morelia · Puerto Rico · San José del Fragua · San Vicente del Caguán · Solano · Solita · Valparaíso